# Flatulence
 Mise en garde médicale
La flatulence (de inflatio, « inflation » ou flatus, « souffle », « haleine ») est la production de gaz intestinaux, accumulés dans l'intestin ou l'estomac et provoquant des ballonnements, qui peuvent être expulsés hors du corps de façon volontaire ou involontaire par l'anus ou la bouche.

## Description

Panneau humoristique illustrant une flatulence

Les flatulences ont trois origines : trois quarts proviennent du processus de digestion résultant de la fermentation anaérobie des matières décomposées par le microbiote intestinal, le quart restant provient de l'air avalé pendant la déglutition (aérophagie), et du CO2 dégagé lors de la sécrétion d'acide gastrique. Ces gaz fermentescibles sont d'autant plus odorants que des protéines complexes se décomposent : la cystéine, acide aminé contenu dans de nombreux aliments riches en protéines complexes (viande, œufs, produits laitiers…), dégage, lors de la fermentation, du sulfure d'hydrogène associé à l'odeur âcre des œufs pourris. Une dysbiose de putréfaction — pouvant provenir d’une surconsommation de viande ou de graisses — entraîne en effet une mauvaise digestion des protéines à l'origine de gaz « odorants », tandis qu'une dysbiose de fermentation — le plus souvent provoquée par une alimentation riche en sucres et en amidons raffinés (farine blanche) — se caractérise par des ballonnements et des gaz « non odorants ». Une augmentation des flatulences peut traduire différents troubles fonctionnels (surpopulation bactérienne dans l'intestin grêle, syndrome de l'intestin irritable).
Le bruit du pet est dû aux vibrations du sphincter anal.
La consommation de légumes secs avec leurs téguments (flageolets — en raison de leur forte teneur en oligosaccharides —, lentilles, soja), de légumes bulbeux (oignons, ails, échalotes, etc.) et de viandes rouges en modifie donc la production. La mauvaise digestion de certains glucides (lactose, fructose, etc.) peut aussi provoquer des flatulences. La dégradation de la plupart des féculents, y compris les pommes de terre, le maïs, les pâtes et le blé (mais pas le riz), est achevée par la flore du gros intestin, produisant des gaz. Plus rarement, la giardiase, une parasitose bénigne de l'intestin, peut causer des flatulences. Il peut également s'agir du syndrome de l'intestin irritable ou d'une maladie organique.
Le dicton « péter, c'est la santé » semble être confirmé par la littérature médicale. S'empêcher de péter entraîne de nombreux désagréments : gêne physique, voire douleur, ballonnement, dyspepsie (indigestion), pyrosis (brûlures d'estomac). La rétention des pets est un des facteurs majeurs de la diverticulose.

## Quelques données
Chez les êtres humains, qui sont à digestion postgastrique (après l'estomac), un individu libère en moyenne par jour de 0,5 à 1,5 L de gaz (59 % d'azote, 21 % d'hydrogène, 9 % de dioxyde de carbone, 7 % de méthane, 3 % d'oxygène, 1 % de sulfure d'hydrogène à l'origine de l'odeur d'œuf pourri, et en traces des composés phosphatés, scatol et indole à l'origine de l'odeur excrémentielle), en 10 à 25 occasions. Une légende urbaine veut que les femmes pètent 30 % de plus que les hommes mais les études n'ont montré aucune différence entre les deux sexes, pas plus qu'il n'y a de différence entre des sujets jeunes et des sujets âgés.
Une étude de 2021 réalisée sur vingt hommes observe que les végans produiraient en moyenne sept fois plus de flatulences que les non-végans et que celles-ci contiendraient 50% de gaz en plus. Cependant, il est également indiqué que cela serait un signe de bonne santé du système digestif, , ,,,,
Chez les ruminants à digestion prégastrique, 5 % des gaz sont évacués par les flatulences, 95 % sont émis par l'éructation (éjection spasmodique de gaz du rumen) qui soulage la pression des gaz générée durant le processus de fermentation prégastrique due à la rumination. Par exemple, sur une période de 24 heures, une vache éructe 500 litres de méthane et 1 050 litres de CO2. Le biologiste Marc-André Selosse résume cette différence par la formule : « alors que les prégastriques rotent (beaucoup, car la fermentation y est plus importante), les postgastriques pètent (un peu) ».
De nombreux facteurs augmentent la flatulence : air avalé et non éliminé par les éructations, prise médicamenteuse (notamment des antibiotiques) qui perturbe le microbiote intestinal humain, diffusion des gaz du sang dans la lumière intestinale, sécrétion gastro-intestinale, ingestion d'une nourriture riche en fibres.

### Flatulences, effet de serre et climat
Les flatulences des bovins sont souvent accusées de fortement contribuer à l'effet de serre, mais en réalité, elles ne sont qu'une petite partie (environ un vingtième) des émissions de méthane des vaches : les vaches éructent (rotent) également du méthane, en bien plus grande quantité en raison de la physiologie de leur système digestif qui repose sur des communautés d'Archaea, méthanogènes vivant dans le rumen bovin, et pour partie en raison de leur alimentation (soja par exemple). Le bétail représente environ 20 % des émissions mondiales de méthane, mais  90 à 95 % de ce méthane est libéré par l'expiration ou le rôt. Ce méthane est issu de bactéries dites méthanogènes, qui vivent dans le système digestif de la vache. Il est possible de réduire la production de méthane chez les vaches grâce à des compléments alimentaires (origan, algues) en supprimant des aliments tels que le soja ou par génie génétique des microbes du biome intestinal.
La Nouvelle-Zélande est l'un des pays qui émet le plus de méthane en raison de son élevage (et le pire dans l'OCDE avec plus de 50% de ses GES provenant de l'élevage) ; son gouvernement, signataire du Protocole de Kyoto, voulait, pour réduire ces émissions de gaz à effet de serre, être le premier à créer une taxe sur les émissions agricoles qui devait prendre effet en 2025, moquée sous le nom de « taxe sur les pets » ou « taxe sur les flatulences », et abandonnée à la suite de l'opposition du lobby des éleveurs du pays, et des élus de l'opposition.

## Historique
L'odeur des pets est un problème universel déjà évoqué dans Les Nuées d'Aristophane au Ve siècle av. J.-C..
Dans le He-gassen, un rouleau illustré japonais de l'époque d'Edo, l'auteur inconnu de ce pamphlet montre une bataille de flatulences entre un groupe de japonais aux pets puissants contre un groupe d'étrangers qui débarquaient un peu plus nombreux au Japon à l'époque. La métaphore est probablement une référence à la xénophobie rampante du shogunat Tokugawa.
Dans l’œuvre de Rabelais, Pantagruel contient l'imaginaire catalogue de la bibliothèque de l'abbaye de Saint-Victor (qui parodie le savoir officiel des Sorbonnards tel que conservé par l'Abbaye de Saint Victor) contient un ouvrage — non moins fictif — dont le titre en latin macaronique est Ars honeste petandi in societate, per M. Ortuinum (De l'art de péter honnêtement en compagnie par le Magister Ortwin).
Pierre Thomas Nicolas Hurtaut est l'auteur d'un essai humoristique pseudo-médical intitulé L'Art de péter, publié de manière anonyme en 1751.
L'essai Fart Proudly (« Pétez avec fierté ») de Benjamin Franklin, écrit vers 1781, est consacré à ce sujet.
Une étude britannique parue dans la revue Medical Chemistry Communications en 2014 suggère que le sulfure d’hydrogène aurait une action bénéfique en matière de prévention du cancer, des accidents vasculaires cérébraux, des crises cardiaques, du diabète ou de l’arthrite. Lorsque les cellules sont stressées par ces maladies, elles activeraient des enzymes afin de produire d’infimes quantités de sulfure d’hydrogène qui maintient l’activité des mitochondries, permettant ainsi aux cellules de vivre en contrôlant l’inflammation.

## Humour
Un pet d'aisselle est une manière d'imiter une flatulence.

## Pratique sexuelle
L'éproctophilie est une paraphilie dans laquelle l'excitation est provoquée par les flatulences du partenaire.

## Source
- Cet article est partiellement ou en totalité issu de l'article intitulé « gaz intestinal » (voir la liste des auteurs).